# Bobovo (Czarnogóra)
Bobovo (cyr. Бобово) – wieś w Czarnogórze, w gminie Pljevlja. W 2011 roku liczyła 103 mieszkańców.